# Ester Blenda Nordström

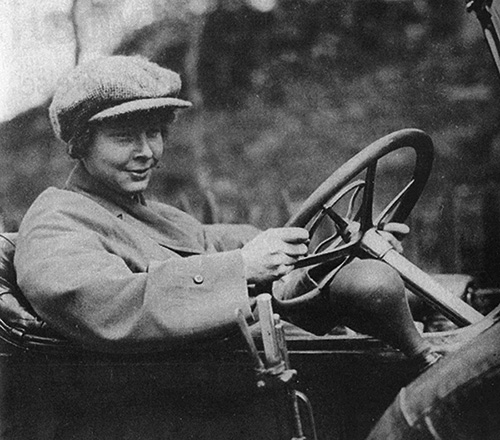
Nordström achter het stuur, 1920.

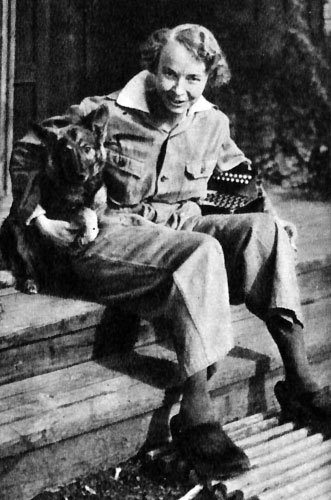
Ester Blenda Nordström, circa 1930

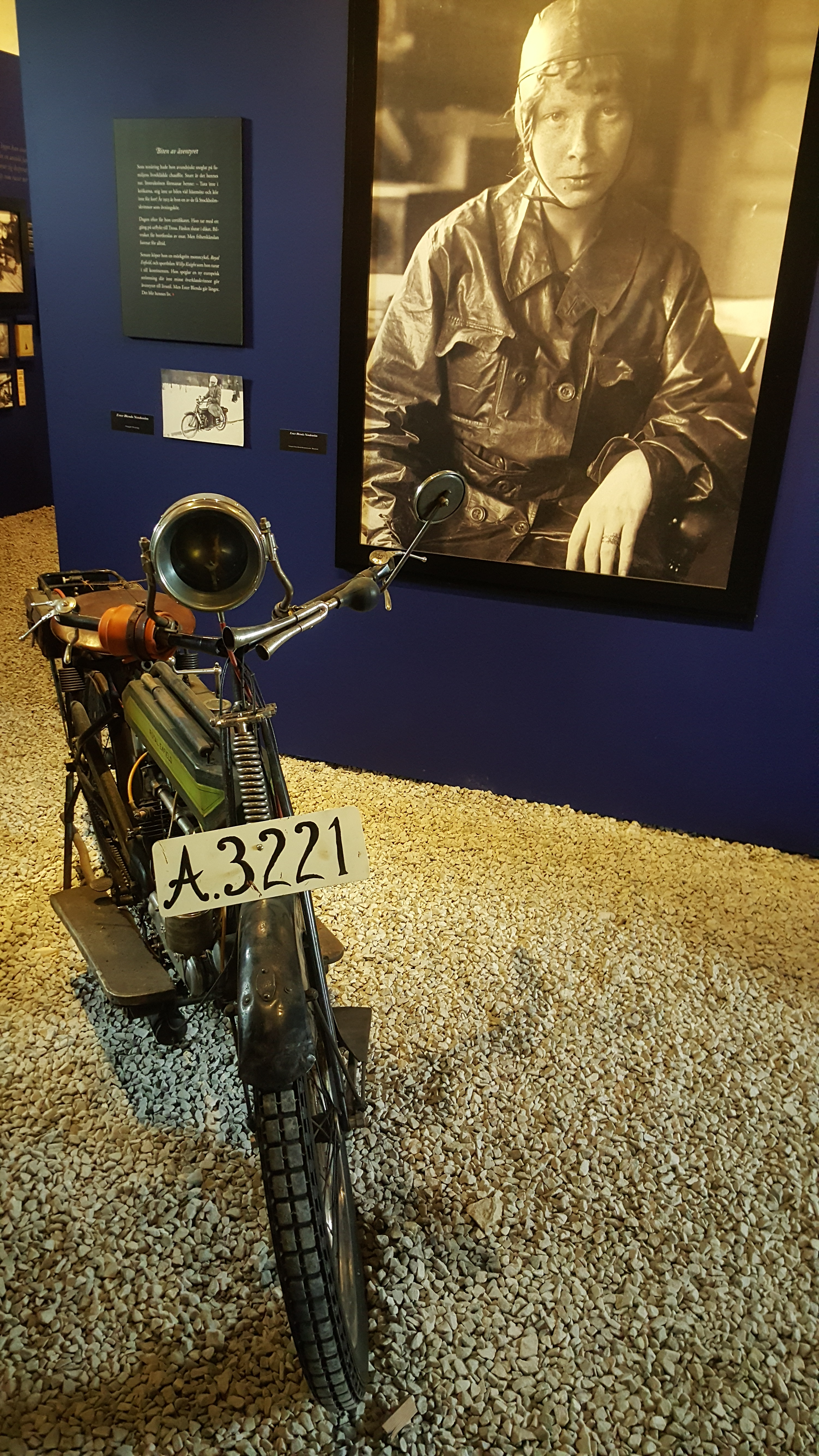
Nordströms motorfiets tijdens een tentoonstelling in 2019.

Ester Blenda Elisabet Nordström (Stockholm, 31 maart 1891 - aldaar, 15 oktober 1948) was een Zweedse journalist, auteur en ontdekkingsreizigster. Op 23-jarige leeftijd schreef ze de bestseller En piga bland pigor (Zweeds voor 'Een dienstmeid onder de dienstmeiden'), waarin ze de harde werkomstandigheden van huishoudelijk personeel in Zweden blootlegde.
Ook op het gebied van kinderliteratuur was Nordström een pionier. In haar meisjesboeken lijkt hoofdpersoon Ann-Mari Lindelöf veel op Nordström, onder meer in haar sociaal activisme. De verhalen beschrijven de ontwikkeling van een meisje dat zelfstandig wil leven, zich jongensachtig gedraagt en het huwelijk niet belangrijk acht.
In 2017 verscheen de biografie Ett jävla solsken ('Een verdomd zonnetje'), geschreven door schrijfster en journaliste Fatima Bremmer. Het boek werd datzelfde jaar bekroond met de Augustpriset ('Augustprijs') in de categorie non-fictie.

## Vroege jaren
Nordström was de dochter van de kunstschilders Daniel Johan Nordström en Charlotta Wilhelmina Jansson. Ze was de jongste van vier broers en zussen. Haar jeugd bracht ze door aan de Kungsholmsgatan 7 in Stockholm en in Småland op de familieboerderij. Nordström ging niet naar school, maar genoot thuisonderwijs. Ondertussen werd haar duidelijk gemaakt dat ze later niet zou mogen werken. Ze wenste als kind vaak dat ze een jongen was, omdat ze dan vrijer had kunnen leven. Om haar rusteloosheid te kalmeren schreef ze veel en was ze vaak in de natuur te vinden. Haar gevaarlijke jongensstreken in de natuur werden bestraft door middel van mishandeling en huisarrest. Toen Nordström dertien jaar was, moest ze bij haar oom gaan wonen. Hij was pastoor in Villstad, een dorpje in de omgeving van Gislaved, en had de opdracht gekregen Nordström te 'genezen' zodat ze rustiger zou worden en betere cijfers zou gaan halen. De oom die ze voorheen aardig vond, liet als opvoeder een zeer strenge kant zien. Pas toen ze op 16-jarige leeftijd naar een meisjesschool ging, haalde Nordström betere cijfers. Haar 'ongepaste' gedrag verbeterde echter niet.

## Carrière
Op 20-jarige leeftijd ging Nordström aan de slag bij het dagblad Svenska Dagbladet. Dit deed ze tot en met 1917 en onder de pseudoniemen Pojken en Bansai. Tijdens haar werk als journaliste ontmoette ze Elin Wägner, de meest invloedrijke feminist van Zweden. Ondanks de grote verschillen in achtergrond werden ze vriendinnen voor het leven. Wägner liet Nordström kennismaken met georganiseerd vrouwenactivisme. Binnen dit netwerk voelde ze zich voor het eerst geaccepteerd voor wie ze was.
Aangemoedigd door Wägner ging Nordström in 1914 aan de slag als dienstmeisje en schreef vervolgens een reeks van negen reportages, En månad som tjänsteflicka på en gård i Södermanland ('Een maand als een dienstmeisje op een boerderij in Södermanland') getiteld. Het werd haar grote doorbraak als journaliste. In datzelfde jaar documenteerde ze haar ervaringen eveneens in het boek En piga bland pigor, dat een bestseller werd. Er verschenen in totaal vijftien edities van het boek, waar 35.000 exemplaren van werden verkocht. Voor haar onderzoeksjournalistiek vertrok Nordström eveneens voor een half jaar naar Lapland, waar ze lesgaf aan Sami-kinderen. Door al deze publicaties werd Nordström de eerste undercoverjournalist van Zweden genoemd.
Eind 1917 nam Nordström ontslag bij Svenska Dagbladet. Het ontbrak haar steeds meer aan inspiratie en daarnaast was de kritiek uit de conservatieve hoek haar niet in de kouwe kleren gaan zitten. Nordström verlangde steeds meer naar een anoniem nomadisch bestaan. Ze besloot een landbouwopleiding te gaan doen, iets wat in die tijd zeer ongebruikelijk was. Sterker nog, Nordström werd de eerste vrouw die op de grootste landbouwschool van Zweden werd aangenomen. Terwijl ze werkte als boerin, ontstond het hoofdpersonage van haar toekomstige meisjesboeken. Het leven van Ann-Mari Lindelöf zou veel gaan lijken op dat van Nordström.
Om in de voetsporen te kunnen treden van de Zweedse emigranten in Noord-Amerika, reisde Nordström in 1922 met een derdeklas ticket naar New York. Daar werkte ze als serveerster en keukenhulp. Later liftte ze door de Verenigde Staten. Haar ervaringen publiceerde ze in 1923 in het boek Amerikanskt ('Amerikaans'). Zo beschreef ze onder meer hoe erg ze onder de indruk was van de drukte in de New Yorkse straten en de bevrijde, moderne 20e-eeuwse die hun plek in de maatschappij claimden.
In de tweede helft van de jaren '20 nam Nordström deel aan een onderzoek in Kamtsjatka in de Sovjet-Unie. Samen met haar man René Malaise, die entomoloog was, woonde ze daar twee jaar in een dorp. Over dit avontuur schreef ze het boek Byn i vulkanens skugga ('Het dorp in de schaduw van de vulkaan').
In 1930, een jaar na haar scheiding met Malaise, begon Nordström in Bjursnäs (in Björnlunda) een eigen boerderij en kwam haar lang gekoesterde droom uit. Ze woonde er met haar twee honden, twee katten en een varken. In 1931 verscheen het kinderboek Patron Ann-Mari: rackarungen blir bonde ('De boef wordt een boer'). Dit was de langverwachte opvolger van En rackarunge ('Een boef') (1919) en 15 år: några blad ur en rackarunges liv ('15 jaar: een paar blaadjes uit het leven van een boef') (1921).

## Privéleven
Nordström was een zus van tandarts en entomoloog Frithiof Nordström en tante van diens dochter Gunilla Sandberg, die songwriter was. Nordström was van 1925 tot 1929 getrouwd, op voorwaarde dat ze ieder een eigen slaapkamer zouden krijgen en hun goederen niet zouden delen. Het huwelijk hield uiteindelijk geen stand doordat Nordström eigenlijk lesbisch was. Homoseksualiteit was in haar tijd strafbaar en - tot 1979 - geclassificeerd als een ziekte. Desondanks had ze tot aan haar dood een relatie met Carin Frisell. Nordström beschreef zichzelf weleens als een meisje met afgeknipt haar, maar tegenwoordig zou men haar eerder omschrijven als een tomboy.
Tijdens haar verblijf in Kamtsjatka kreeg Nordström gezondheidsproblemen. Het bleek tuberculose te zijn. Ze verbleef acht maanden in een sanatorium en knapte volledig op. Wel maakte haar familie zich zorgen over het groeiende alcoholisme van Nordström. In februari 1933 was ze inmiddels zwaar alcoholist en werd ze opnieuw opgenomen in een sanatorium. In september 1934 nam ze per ongeluk een overdosis kalmerende middelen, waarna ze beloofde beter voor zichzelf te gaan zorgen. In 1936 stond Nordström financieel gezien aan de rand van de afgrond. Ze probeerde nog een beurs los te krijgen voor een volgend boek, maar kreeg deze niet. Niet veel later, in januari 1937, kreeg ze een beroerte. Hier hield ze epilepsie aan over. Een jaar later werd ze arbeidsongeschikt verklaard.
Op 57-jarige leeftijd overleed Nordström aan een longontsteking. Ze ligt begraven op de oude begraafplaats van Boo gamla kyrkogård in Saltsjöbaden.